# Arttu Seppälä
Arttu Seppälä (Lapua, 18 de março de 1987) é um futebolista finlandês.
Ele foi formado pelo KPV e em 2009 foi emprestado para o VPS Vaasa.